# Paul Arène
Paul-Auguste Arène, född 26 juni 1843 i Sisteron, död 17 december 1896 i Antibes, var en fransk författare.
Arène var Alphonse Daudets icke namngivne medarbetare i Brev från min kvarn (1869) samt Provences förhärligare. Arène skrev noveller och berättelser, bland annat A bon soleil (1881), Contes de Paris et de Provence (1887), Le Midi bounge (1895), vilka alla utmärker sig för skildringarnas åskådliga, konstnärliga kraft.